# Gargettina longivitta
Gargettina longivitta är en fjärilsart som beskrevs av Sergius G. Kiriakoff 1962. Gargettina longivitta ingår i släktet Gargettina och familjen tandspinnare. Inga underarter finns listade i Catalogue of Life.